# San Salvador (Valladolid)
San Salvador (auch: San Salvador de Hornija) ist ein Ort und eine spanische Gemeinde (municipio) mit 23 Einwohnern (Stand: 2024) im Zentrum der Provinz Valladolid in der Autonomen Region Kastilien-León.

## Lage und Klima
Die ca. 715 m hoch gelegene Gemeinde San Salvador liegt in der Iberischen Meseta knapp 29 km (Fahrtstrecke) westlich von Valladolid. Das Klima im Winter ist kalt, im Sommer dagegen warm bis heiß; der spärliche Regen (ca. 466 mm/Jahr) fällt verteilt übers ganze Jahr.

## Bevölkerungsentwicklung
| Jahr      | 1970 | 1981 | 1991 | 2001 | 2011 | 2021 |
| Einwohner | 82   | 37   | 53   | 47   | 37   | 24   |

Der Bevölkerungsrückgang den 1950er Jahren ist im Wesentlichen auf die Mechanisierung der Landwirtschaft und die Aufgabe von bäuerlichen Kleinbetrieben zurückzuführen (Landflucht).

## Sehenswürdigkeiten
- Salvatorkirche (Iglesia de San Salvador)

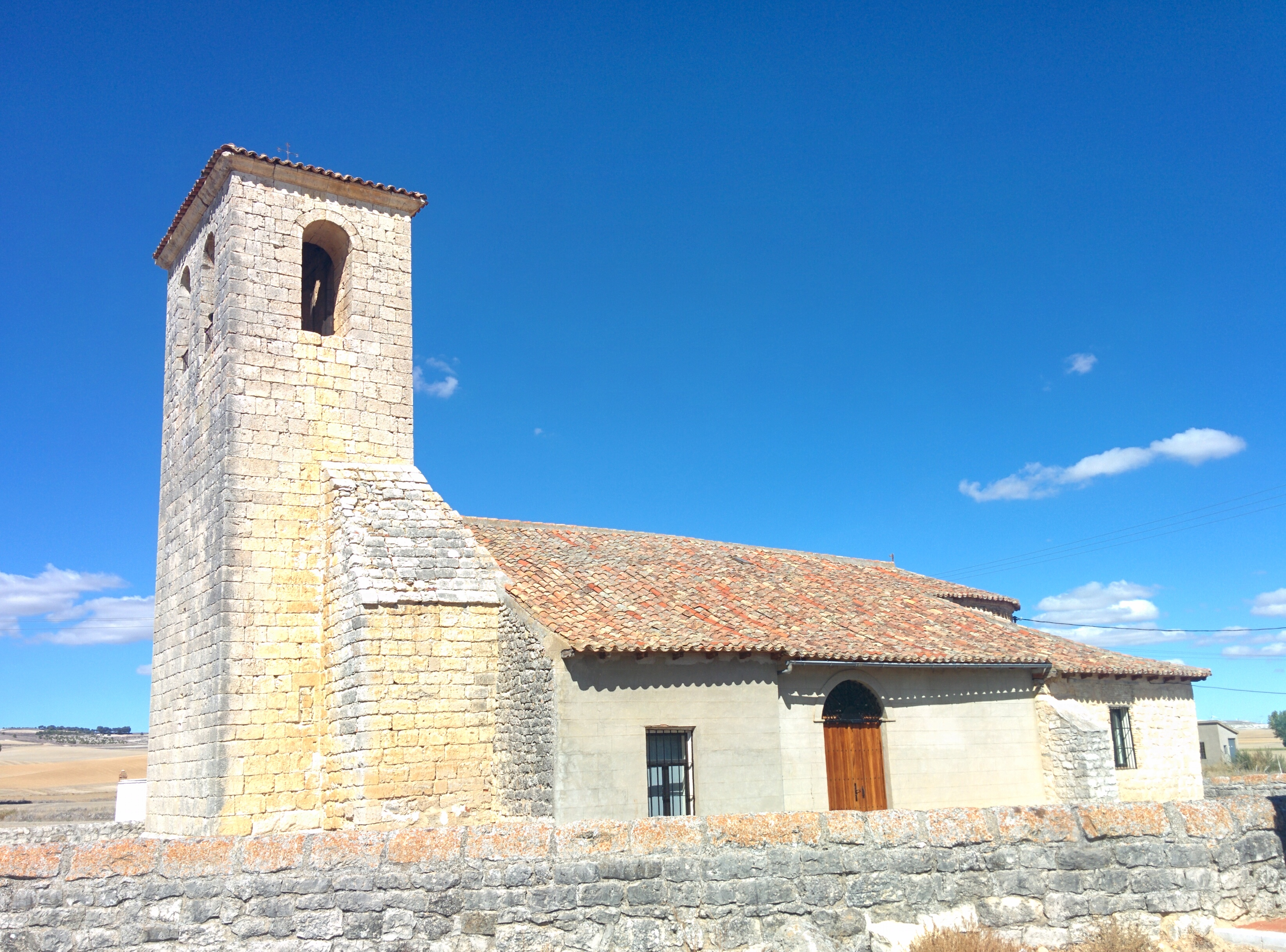
Salvatorkirche
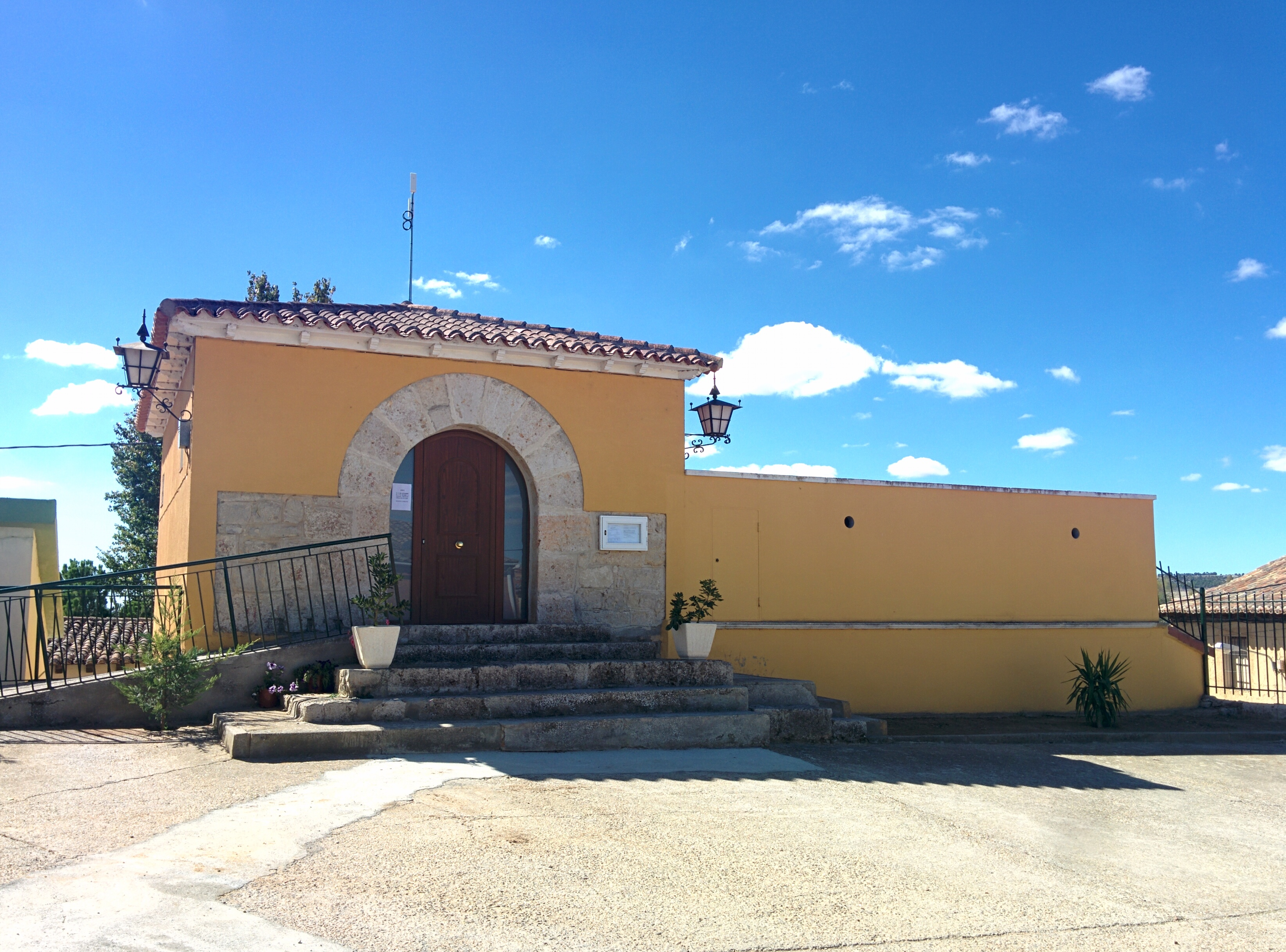
Rathaus